# Heinz Schneider (Fußballspieler, 1960)
Heinz Schneider (* 2. Januar 1960) ist ein ehemaliger deutscher Fußballspieler. Er absolvierte beim 1. FC Nürnberg in der Fußball-Bundesliga in der Saison 1985/86 zwei Ligaspiele, ehe er nach seinem Wechsel zu der SpVgg Bayreuth in der 2. Fußball-Bundesliga von 1985 bis 1990 noch 113 Ligaeinsätze mit 27 Toren folgen ließ.

## Karriere
Der Amateurfußballer Heinz Schneider begann seine fußballerische Karriere beim Sportverein Weiden 1903. Er weckte jedoch bald das Interesse des Lokalrivalen SpVgg Weiden und wechselte. Nachdem er in seiner letzten Saison bei den Weidenern 26 Tore erzielt hatte, wurde der 1.FCN auf ihn aufmerksam. Im Sommer 1985 wechselte er von der SpVgg Weiden zum Bundesligisten 1. FC Nürnberg. Unter Trainer Heinz Höher kam er am 28. September beziehungsweise am 5. Oktober 1985 in den zwei Bundesligapartien gegen den VfB Stuttgart (0:1) und FC Schalke 04 (0:2) an der Seite der Mitspieler Dieter Eckstein, Roland Grahammer und Stefan Reuter zweimal in der Bundesligahinrunde zum Einsatz. Da er sich keine weiteren Einsatzchancen ausrechnete, vollzog er noch im Laufe der Runde den Wechsel zum Zweitligisten SpVgg Bayreuth. Bei den Oberfranken vom Städtischen Stadion am Ellrodtweg kamen 1985/86 noch 20 Ligaspiele mit drei Toren hinzu, aber er erlebte mit den Schwarz-Gelben den Abstieg in das Amateurlager. Schneider blieb bei der Spielvereinigung und gewann umgehend in der Amateuroberliga Bayern die Meisterschaft und zog mit seinen Mannschaftskameraden in die Aufstiegsrunde ein. Dort setzten sich die Bayreuther gegen Eintracht Trier und den SV Sandhausen durch und kehrten zusammen mit Kickers Offenbach in die 2. Bundesliga zurück. Es folgten drei Runden permanenter Abstiegskampf und 1990 der endgültige Abstieg in das Amateurlager. Insgesamt wird Schneider mit 113 Zweitligaspielen und 27 Toren geführt.